# Armorial des freguesias de Sardoal
- il comporte peu ou pas de sources.
- il reste des blasons à dessiner dans cet armorial.

Cette page donne les armoiries (figures et blasonnements) des freguesias de Sardoal. 
| Image | Nom de la commune et blasonnement |
| ----- | --------------------------------- |
|       | Alcaravela                        |
|       | Santiago de Montalegre            |
|       | Sardoal                           |
|       | Valhascos                         |